# Kang Young-mi
Kang Young-mi (n. 1 martie 1985, Incheon, Coreea de Sud) este o scrimeră sud-coreeană, medaliată olimpică. A participat la 2 ediții ale Jocurilor Olimpice (2016, 2020) în care a câștigat o medalie de argint.